# Dravo Corporation

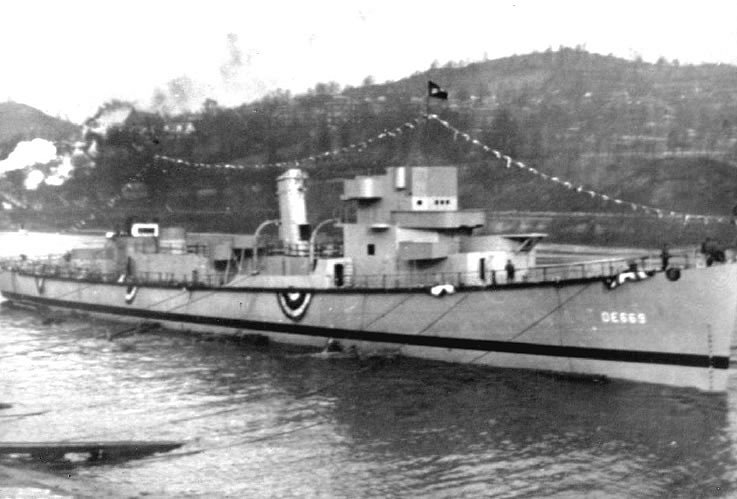
Dravo Corporation no dia 10/12/1943

Dravo Corporation foi uma empresa norte-americana, com estaleiros nas cidades de  Pittsburgh e Wilmington.

## História
A companhia foi fundada em 1919 em Pittsburgh, estado de Pensilvânia, como nome de Dravo's Neville Island shipyard, e era especializada na construção de barcaças fluviais e rebocadores. A planta foi modificada para atender o esforço de guerra e passou a construir navios do tipo Landing Ship Tank. Após a Segunda Guerra Mundial, a empresa voltou a fabricar embarcações de pequeno porte, e encerrou as suas atividades neste local em 1983.
Em 1928 a Dravo Corporation iniciou suas operações em Wilmington no estado de Delaware, em parte das instalações do estaleiro Bethlehem Steel's Wilmington shipyard, com quem se associou para produzir navios durante a Segunda Guerra Mundial. O último casco produzido saiu do estaleiro em 1965. O local hoje é uma praça pública.